# Kommunalvalget i Grønland 2025
Kommunalvalget i Grønland 2025 blev afholdt i Grønlands 5 kommuner 1. april 2025. Valget omfattede valg til kommunalbestyrelser, bygdebestyrelser og menighedsråd. Siumut gik 2 procentpoint tilbage i forhold til det forrige kommunalvalg, men blev alligevel det største parti med 34 % af stemmerne til kommunalbestyrelsesvalgene. Demokraterne fik en stor fremgang og endte på andenpladsen med 25 % af stemmer. Inuit Ataqatigiit som før valget var det største parti i kommunerne gik stærkt tilbage og endte på trejdepladsen med 21 % af stemmerne. Naleraq havde en lille fremgang, og Atassut en lille tilbagegang, og de endte på fjerde- og femtepladsen med henholdsvis 11 og 6 % af stemmerne. Det nye parti Qulleq opnåede kun 1 % af stemmerne. Valgdeltagelse var usædvanlig lav med en stemmeprocent på 52,7 % mod 63,8 % ved kommunalvalget i 2021 og tal omkring 60 % siden 2008.

## Dato og valgperiode
Sidste frist for opstilling af kandidater til kommunalvalgene var 18. februar 2025, seks uger før valget. Valgdatoen var ved lov fastsat til at være første tirsdag i april måned. Valgperioden begynder 1. maj og varer 4 år.

## Stemmeret
Valgretsalderen var 18 år. Ved valget havde personer, som havde boet i Grønland i mindst 6 måneder forud for valget, stemmeret. Personer som var midlertidigt fraflyttet Grønland, for eksempel i forbindelse med uddannelse eller hospitalsbehandling, og som havde boet i Grønland i en sammenhængende periode på mindst 2 år forud fra fraflytningen, kunne efter forudgående afstemning få tilladelse til at stemme. Endvidere skulle man enten være dansk statsborger eller have boet i Kongeriget Danmark i mindst 3 år for at stemme.

## Resultater
Der var 41.435 stemmeberettigede vælgere, hvoraf 21.816 eller 52,7 % stemte. Der var 21.559 gyldige stemmer som fordelte sig således:
| Parti                  | Stemmer | Pct    | Ændring fra 2021 |
| ---------------------- | ------- | ------ | ---------------- |
| Atassut (A)            | 1.388   | 6,4 %  | -0,9 %           |
| Demokraterne (D)       | 5.452   | 25,0 % | +18,2 %          |
| Inuit Ataqatigiit (IA) | 4.663   | 21,4 % | -15,5 %          |
| Naleraq (N)            | 2.409   | 11,0 % | +0,5 %           |
| Qulleq (Q)             | 215     | 1,0 %  | +1,0 %           |
| Siumut (S)             | 7.323   | 33,6 % | -2,0 %           |
| Løsgænger              | 109     | 0,5 %  | +0,3 %           |

### Antal mandater for hvert parti i kommunerne
Mandatfordelingen efter parti og kommune var:
| Kommune            | A | D  | IA | N | Q | S  | Andre | I alt |
| ------------------ | - | -- | -- | - | - | -- | ----- | ----- |
| Avannaata Kommune  | 2 | 4  | 1  | 3 | 0 | 7  | 0     | 17    |
| Kujalleq Kommune   | 0 | 7  | 3  | 0 | 0 | 5  | 0     | 15    |
| Qeqertalik Kommune | 1 | 4  | 3  | 1 | 0 | 6  | 0     | 15    |
| Qeqqata Kommune    | 1 | 2  | 2  | 4 | 0 | 6  | 0     | 15    |
| Sermersooq Kommune | 0 | 4  | 7  | 1 | 0 | 7  | 0     | 19    |
| I alt              | 4 | 21 | 16 | 9 | 0 | 31 | 0     | 81    |

## Borgmestre før og efter valget
| Kommune            | Borgmester før valget         | Borgmester efter valget       |
| ------------------ | ----------------------------- | ----------------------------- |
| Avannaata Kommune  | Palle Jerimiassen (løsgænger) | Lars-Erik Gabrielsen (Siumut) |
| Kujalleq Kommune   | Stine Egede (IA)              |                               |
| Qeqertalik Kommune | Ane Hansen (IA)               |                               |
| Qeqqata Kommune    | Malik Berthelsen (S)          |                               |
| Sermersooq Kommune | Avaaraq S. Olsen (IA)         |                               |

Noter til tabellen:
- Lars-Erik Gabrielsen (S) bliver borgmester i Avannaata Kommune ifølge en konstitueringsaftale indgået mellem Siumut og Naleraq. Jens Napãtôk (N) bliver 1. viceborgmester ifølge aftalen.[8]

De nye borgmestre vælges af de nyvalgte kommunalbestyrelser på deres konstituerende møder som tidligst kan afholdes 1. maj.